# Béla Schick

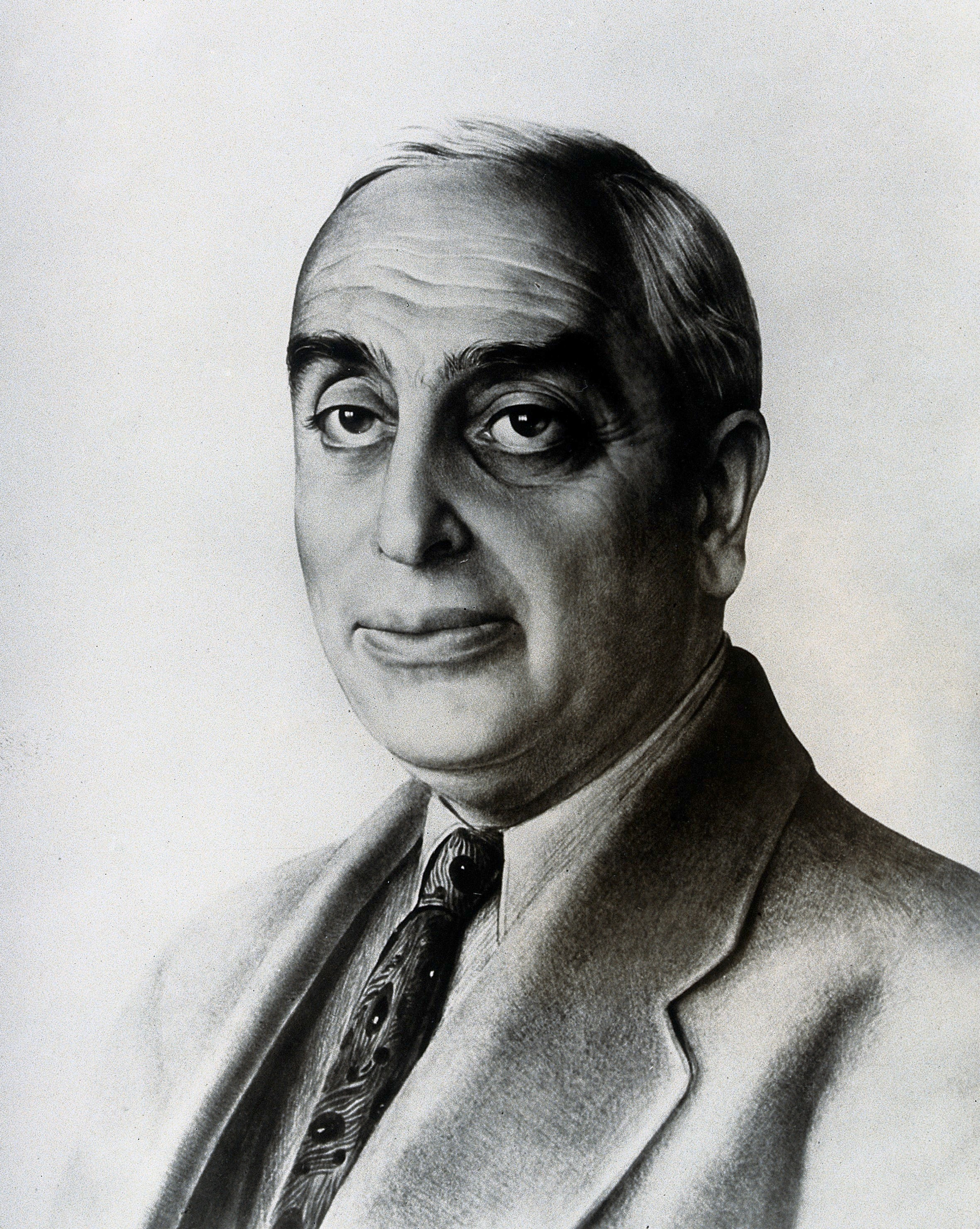
Béla Schick, 1940

Béla Schick (* 16. Juli 1877 in Balatonboglár, Königreich Ungarn; † 6. Dezember 1967 in New York) war ein ungarischer Kinderarzt und gilt als Mitbegründer der modernen Allergologie und Immunologie.

## Leben
Schick wuchs als Sohn eines Kaufmanns in Graz, Österreich, in einer jüdischen Familie auf und studierte Medizin an der Universität Wien. In Graz, wo Béla Schick erst an der Psychiatrischen, anschließend der Medizinischen Klinik und danach an der Kinderklinik unter Theodor Escherich arbeitete, wurde Schick am 5. Mai 1900 zum „Doktor der gesamten Heilkunde“ promoviert. Als Escherich nach Wien ging, folgten ihm seine Schüler Schick, der im August 1902 seine Tätigkeit an der Wiener Kinderklinik begann, und Clemens von Pirquet. Gemeinsam mit Pirquet, dessen Mitarbeiter Schick dann geworden ist, beschrieb er 1905 erstmals die Serumkrankheit. In ihrer klassischen Monographie „Die Serumkrankheit“ beschäftigten sie sich auch intensiv mit dem „Zeitfaktor“ (Inkubationszeit), der zwischen der ersten Injektion eines Antiserums und dem Auftreten der Serumkrankheit liegt. In dieser Zeit entwickelte Schick auch den sogenannten Schick-Test, einen Hauttest zum Nachweis von antitoxischen Antikörpern gegen Bakterientoxine bei Diphtherie.
Schick arbeitete, nachdem er in die Vereinigten Staaten ausgewandert war, ab 1923 in der Pädiatrie am Mount Sinai Hospital in New York City, heiratete 1925 die New Yorker Rechtsanwältin Catherine Fries und wurde 1936 Hochschullehrer an der Columbia University. Von 1950 bis 1962 war er in der Pädiatrie am Beth-El Hospital in Brooklyn beschäftigt. 1954 erhielt er den John Howland Award der American Pediatric Society.
Er wurde auch drei Mal für den Medizinnobelpreis vorgeschlagen.

## Publikationen
- mit Clemens von Pirquet: Zur Theorie der Inkubationszeit. W. Braumüller, Wien/Leipzig 1903.
- mit Clemens von Pirquet: Die Serumkrankheit. Deuticke, Leipzig 1905.
- mit Theodor Escherich: Scharlach. Hölder, Wien 1912.
- Die Diphtherietoxin-Hautreaktion des Menschen als Vorprobe der prophylaktischen Diphtherieheilseruminjektion. München 1913.
- Ernährungsstudien beim Neugeborenen. In: Pirquet, Clemens Frhr. von Pirquet (Hrsg.): System der Ernährung. Teil 2, J. Springer, Berlin 1919, S. 148–260.
- Das Pirquetsche System der Ernährung für Aerzte und gebildete Laien dargestellt. J. Springer, Berlin 1919.
- mit William Rosenson: The care of your child from infancy to six (= Dell Books 25 cent series. Band 340). Dell, New York 1949.